# Pattinaggio di velocità ai IX Giochi olimpici invernali - 1000 m femminile
La competizione dei 1000 m femminile di pattinaggio di velocità ai IX Giochi olimpici invernali si è svolta il giorno 1º febbraio 1964 sulla pista del  Olympia Eisschnelllaufbahn a Innsbruck.

## Risultati
| Pos.    | Atleta                   | Nazione          | Tempi intermedi | Tempi intermedi | Tempo Finale |      |
| Pos.    | Atleta                   | Nazione          | 200 m.          | 600 m.          | Tempo Finale |      |
| ------- | ------------------------ | ---------------- | --------------- | --------------- | ------------ | ---- |
| Oro     | Lidija Skoblikova        | Unione Sovietica | 21"             | 56"             | 1'33"2       |      |
| Argento | Irina Egorova            | Unione Sovietica | 20"             | 55"             | 1'34"3       |      |
| Bronzo  | Kaija Mustonen           | Finlandia        | 21"             | 57"             | 1'34"8       |      |
| 4       | Helga Haase              | Germania         | 20"             | 57"             | 1'35"7       |      |
| 5       | Valentina Stenina        | Unione Sovietica | 21"             | 57"             | 1'36"0       |      |
| 6       | Gunilla Jacobsson        | Svezia           | 21"             | 57"             | 1'36"5       |      |
| 7       | Jan Smith                | Stati Uniti      | 21"             | 57"             | 1'36"7       |      |
| 8       | Kaija-Liisa Keskivitikka | Finlandia        | 22"             | 59"             | 1'37"6       |      |
| 9       | Inger Eriksson           | Svezia           | 20"             | 58"             | 1'37"8       |      |
| 10      | Barbara Lockhart         | Stati Uniti      | 21"             | 59"             | 1'38"6       |      |
| 11      | Jeanne Ashworth          | Stati Uniti      | 21"             | 57"             | 1'38"7       |      |
| 11      | Doreen Ryan              | Canada           | 21"             | 58"             | 1'38"7       |      |
| 13      | Doreen McCannell         | Canada           | 21"             | 59"             | 1'39"4       |      |
| 14      | Christina Lindblom       | Svezia           | 22"             | 58"             | 1'39"5       |      |
| 15      | Helena Pilejczyk         | Polonia          | 21"             | 59"             | 1'39"8       |      |
| 16      | Ryoo Choon-Za            | Corea del Nord   | 22"             | 59"             | 1'40"0       |      |
| 17      | Willy de Beer            | Paesi Bassi      | 22"             | 1'00"           | 1'40"1       |      |
| 18      | Kaneko Takahashi         | Giappone         | 22"             | 1'00"           | 1'40"5       |      |
| 19      | Françoise Lucas          | Francia          | 22"             | 1'00"           | 1'41"3       |      |
| 20      | Yasuko Takano            | Giappone         | 23"             | 1'01"           | 1'41"6       |      |
| 21      | Adelajda Mroske          | Polonia          | 22"             | 1'01"           | 1'41"7       |      |
| 22      | Elwira Seroczyńska       | Polonia          | 21"             | 1'00"           | 1'42"1       |      |
| 23      | Erika Heinicke           | Germania         | 22"             | 1'01"           | 1'43"2       |      |
| 24      | Tsedenjavyn Lkhamjav     | Mongolia         | 22"             | 1'01"           | 1'43"5       |      |
| 25      | Brigitte Reichert        | Germania         | 22"             | 1'02"           | 1'44"9       |      |
| 26      | Kim Hye-Suk              | Corea del Sud    | 21"             | 1'00"           | 1'45"1       |      |
| 27      | Jarmila Šťastná          | Cecoslovacchia   | 22"             | 1'02"           | 1'45"8       |      |
| .       | Hatsue Nagakubo          | Giappone         | 21"             | Rit.            | Rit.         | Rit. |